# Karl Heinrich von Eckartsberg
Karl Heinrich von Eckartsberg (geb. 27. August 1778 in Ober Zauche; gest. 20. April 1852 in Görlitz) war ein preußischer Landrat.

## Leben
Karl Heinrich von Eckartsberg war der Sohn von Friedrich Carl Heinrich von Eckartsberg (* November 1741; † 3. März 1813 in Nieder Zauche), Kammerherr, Direktor der  Glogau-Saganer Fürstentumslandschaft und Erbherr auf Ober Zauche, Parchau und Kunzendorf. Seine Mutter war Charlotte Ernestine Marianne (* 27. Februar 1753; † 1800), Tochter des Adam Gotthard Freiherr von Czettritz und Neuhaus auf Schwarzwaldau und der Helene Ernestine, geb. von Kreckwitz. Im Zeitraum von 1796 bis 1798 besuchte er die Ritterakademie in Liegnitz. Im Anschluss schrieb er sich 1798 an der Universität Frankfurt (Oder) ein. Im Jahr 1812 wurde er Nachfolger von Heinrich Ernst Carl von Tschammer und Quaritz als Landrat des Landkreises Glogau. Das Amt als Landrat übte er bis 1841 aus, Nachfolger wurde Ludwig Wilhelm Bassenge.

## Persönliches
Karl Heinrich von Eckartsberg war Erbherr auf Kunzendorf, Neuhammer, Greif und Neudecke. Sein Onkel Ernst Ludwig Heinrich von Eckartsberg war zwischen 1779 und 1799 Landrat des Kreises Sprottau.

## Familie
Karl Heinrich von Eckartsberg war zwei Mal verheiratet. In erster Ehe war er seit dem 15. Mai 1803 in Kunzendorf mit Karoline Henriette (* 24. August 1783; † 3. Mai 1824 in Kunzendorf), Tochter des königlich preußischen Geheimen Rats Friedrich Wilhelm Trautvetter und dessen Ehefrau, einer geb. Meckel von Hemsbach, verheiratet. Die Kinder aus dieser Ehe waren:
- Karl Heinrich Friedrich von Eckartsberg (* 2. März 1804 in Kunzendorf), königlich preußischer Oberst
- Ludwig Ferdinand Heinrich von Eckartsberg (* 17. Februar 1805 in Glogau; † 18. September 1805 in Kunzendorf)
- Adolf Friedrich Albert Heinrich von Eckartsberg (* 9. Februar 1806 in Glogau), königlich preußischer Oberst
- Salome Bertha Charlotte von Eckartsberg (* 23. April 1807 in Liegnitz)
- Ernestine Wilhelmine Charlotte von Eckartsberg (* 4. März 1809 in Kunzendorf)
- Wilhelm Karl Heinrich von Eckartsberg (* 13. Oktober 1809 in Kunzendorf; † 6. Oktober 1811 ebenda)
- Henriette Wilhelmine Agnes von Eckartsberg (* 21. Dezember 1811 in Kunzendorf; † 8. September 1877 in Breslau)
- Charlotte Emilie von Eckartsberg (* 28. Mai 1812 in Glogau; † 13. September 1846 in Görlitz)
- Natalie Karoline Charlotte von Eckartsberg (* 18. Oktober 1813 in Polkwitz)
- Friedrich Heinrich Alexander von Eckartsberg (* 31. Januar 1815 in Glogau), königlich preußischer Generalmajor
- Heinrich Ottomar von Eckartsberg (* 2. Februar 1816 in Glogau; † 8. Juni 1816 ebenda)
- Ernst Heinrich Fedor von Eckartsberg (* 18. Mai 1818 in Kunzendorf; † 3. Oktober 1834 in Glogau)
- Charlotte Henriette Marie von Eckartsberg (* 18. Mai 1818 in Kunzendorf; 28. Februar 1906 in Ober Tschirnau), Stiftsdame des von Lestwitz'schen adeligen Damenstifts zu Tschirnau in Nieder-Schlesien.[2]
- Henriette Charlotte Emma von Eckartsberg (* 3. Dezember 1819; † 30. Juni 1824 in Glogau)
- Paul Louis Heinrich von Eckartsberg (* 20. Juni 1823 in Glogau; † 1846 in Amerika)
- Wilhelm Heinrich Emanuel von Eckartsberg (* 20. Juli 1824 in Glogau), königlich preußischer Lieutenant, Landesältester und Herr auf Bansau bei Glogau.

In zweiter Ehe vermählte er sich am 31. März 1835 in Glogau mit Helene (* 18. November 1804; † 26. November 1841 in Breslau; seit dem 26. Januar 1833 Wittwe des königlich preußischen Majors Gustav von Pannewitz), Tochter des Friedrich Detlev Reichsgrafen von Moltke (1750–1825), königlich preußischer Oberjägermeister und der Charlotte Eleonore (1763–1827), geb. von Prittwitz und Gaffron. Das einzige Kind aus dieser Ehe war Karoline Helene Charlotte Emma von Eckartsberg (* 11. Mai 1836 in Glogau).